# Château de Fieuzal
Château de Fieuzal ist ein Weingut in der Gemeinde Pessac-Léognan in Frankreich. Die Weine werden gemäß dem Regelwerk der gleichnamigen Appellation in Graves (Bordeaux) ausgebaut. Das Weingut ist Mitglied der 1973 gegründeten Union des Grands Crus de Bordeaux.

## Geschichte
Das traditionsreiche Weingut gehörte einst der Familie La Rochefoucauld, ab 1945 der schwedischen Familie Böcke und von 1974 bis 2001 Gérard Gribelin. Im Jahr 2001 wurde das Anwesen vom irischen Geschäftsmann Lochlann Quinn gekauft.

## Weinbau
Die Weinberge umfassen 48 Hektar Rebfläche. Davon sind 39 Hektar mit den Rotweinsorten Cabernet Sauvignon (60 %), Merlot (33 %), Cabernet Franc und Petit Verdot (zusammen 7 %), sowie neun Hektar mit den Weißweinsorten Sémillon und Sauvignon Blanc (je 50 %) bestockt. Die Rebstöcke sind zwischen 30 und 50 Jahre alt. Nur der Rotwein ist als „Cru Classé“ klassifiziert. Der langlebige Grand Vin wird in zu 50 % neuen Barriques ausgebaut. Der Zweitwein heißt „L’Abeille de Fieuzal“. Dieser gilt als verhältnismäßig guter Zweitwein.
Seit 2007 leitet Stephen Carrier die Geschicke von Château Fieuzal. Anne Mialocq kümmert sich um die Önologie. Sie arbeitete zuvor sechs Jahre auf Château Lynch-Bages in Pauillac.
Die Weinberge werden aktuell auf den biologischen Anbau umgestellt und das Château wird mit dem Jahrgang 2019 erstmals einen Wein aus biologisch zertifizierten Trauben auf den Markt bringen.

## Wein
Als die besten Weine aus jüngeren Jahren gelten die Weine von 2016, 2009, 2008 und 2005 (mit jeweils 92 PP, bzw. 94 PP für den Wein von 2005). Dem Wein von 2005 bescheinigt Robert Parker nebst den sehr guten 94 Punkten zudem ein verhältnismäßig hohes Alterungspotential bis 2040.